# Diego Dellasega
Diego Dellasega, né le 5 décembre 1990 à Cavalese, dans le Trentin-Haut-Adige, est un sauteur à ski italien.

## Biographie
Cousin du sauteur à ski Roberto Dellasega, Dellasega prend part à ses premières compétitions internationales FIS en saut à ski en 2005, avant de tenter de percer dans le combiné nordique, mais sans réussite (actif dans ce sport entre 2006 et 2008).
En 2008-2009, il fait ses débuts dans la Coupe continentale, y obtenant notamment une treizième place à Zakopane en tant que meilleur résultat de l'hiver. Il est appelé pour l'ultime étape de la saison de Coupe du monde à Planica, ne se qualifiant pas en individuel, mais prend la dixième place par équipes. En janvier 2010, il gagne sa première compétition internationale à la Coupe continentale de Sapporo.
IL obtient le meilleur résultat de sa carrière en 2010, lorsqu'il gagne la médaille de bronze au championnat du monde à Hinterzarten, derrière des futurs champions que sont Michael Hayböck et Peter Prevc.
Il obtient une sélection pour les Championnats du monde 2011 à Oslo, pour seulement apparaître par équipes (11e). Après 2011, il reste cantonné de manière permanante dans la Coupe continentale et n'y obtient plus aucun podium. 
Il arrête sa carrière sportive à l'issue de la saison 2014-2015.

## Palmarès

### Championnats du monde
| Épreuve / Édition | Oslo 2011 |
| Par équipes       | 11e       |

### Championnats du monde de vol à ski
| Épreuve / Édition | Planica 2010 |
| Par équipes       | 8e           |

### Coupe du monde
- Meilleur résultat individuel : 39e.

### Championnats du monde junior
| Épreuve / Édition | Strbske Pleso 2009 | Hinterzarten 2010 |
| Individuel        | 39e                | Bronze            |
| Par équipes       | 7e                 | 7e                |

### Coupe continentale
- 1 victoire.